# Ligue 1+
Ligue 1+, également dénommée Ligue 1 Plus ou raccourcie en L1+, est un service de streaming sportif par abonnement lancé le 1er juillet 2025 par LFP Média. Il diffuse le championnat de France de football ainsi que le Trophée des champions, en direct et à la demande.
Le 10 juillet 2025, la chaîne est annoncée par Nicolas de Tavernost, directeur général de LFP Média, avec la création de Ligue 1+ à la suite de la fin du partenariat de diffusion entre la Ligue de football professionnel (LFP) et DAZN, le diffuseur de la saison précédente.

## Historique
Le 23 avril 2025, Nicolas de Tavernost est nommé directeur général de LFP Média avec pour objectif de régler le conflit entre la LFP et DAZN, alors diffuseur (avec BeIn Sports) du championnat de France. Pour Vincent Labrune, président de la LFP, sa mission est de « valoriser pleinement le football professionnel français et construire, dès maintenant, la meilleure solution de diffusion pour notre championnat la saison prochaine, dans un esprit de dialogue avec l’ensemble des acteurs ». L'ancien président du directoire du groupe M6 remplace Benjamin Morel, parti depuis le mois de février et qui était en poste depuis un an et demi,.

### Retrait du diffuseur DAZN
Le 30 avril 2025, DAZN qui est alors le diffuseur du championnat de France lors de la saison 2024-2025, annonce mettre fin à son contrat avec la LFP après une seule saison de diffusion,. Le service de streaming anglais accepte alors de payer une indemnité de 100 millions d’euros pour mettre fin de façon anticipée à son partenariat.
Le 2 mai 2025, la LFP annonce que LFP Média et DAZN sont parvenues à un accord mettant fin à leur différend,. C'est le conseil d’administration de l’instance qui a acté la décision,.

### Présentation de la chaîne
Le 1er juillet 2025, la LFP annonce la création d’une plateforme TV et digitale entièrement dédiée à la Ligue 1, gérée et pilotée par LFP Média, filiale commerciale de la LFP. Le 7 juillet 2025, la LFP annonce que la production éditoriale de la chaîne est confiée à Mediawan et sa filiale Mediawan Sport qui est spécialisée dans le contenu sportif et l’organisation d’événements. Cette dernière est alors préférée à 21 Production, filiale du groupe L’Équipe. 
Le 10 juillet 2025, lors d'une conférence de presse, il est annoncé la nouvelle plateforme de diffusion du championnat pour 8 des 9 matchs par journées pour la saison 2025-2026 (le dernier match toujours détenu par BeIn Sports) ainsi que les 9 matchs pour la saison 2026-2027. Il est également annoncé le nom de cette nouvelle plateforme : Ligue 1+, ainsi que des documentaires et deux magazines hebdomadaires (le samedi soir et le dimanche soir), les consultants de la chaîne, les prix des différents abonnements, l'annonce de distribution de la chaîne par les différents opérateur internet français (Orange, Bouygues Telecom, SFR, et Free) et l'ancien diffuseur du championnat DAZN, d'une application mobile, et que le lancement se fera le 15 août 2025 lors de la reprise du championnat,. Canal+ ne compte en revanche pas parmi les distributeurs. Lors de cette conférence de presse, trois formules sont alors proposées :  avec engagement, sans engagement et pour les moins de 26 ans sans engagement. DAZN distribuera quant à lui la nouvelle chaîne Ligue 1+ de façon non exclusive,. L'objectif de LFP Média est de réunir un million d’abonnés au terme de la première année pour atteindre ensuite entre 2,2 et 2,5 millions d’ici quatre ans,. 
Le 25 juillet 2025, le programme type d'un week-end de championnat est annoncé avec le nom des trois magazines hebdomadaires, les noms des différentes personnalités qui composent la chaîne ainsi que les différentes façons de s'abonner à la chaîne qui commencera à partir du 11 août 2025. Le slogan de la chaîne est le suivant : « Notre football ».

### Lutte contre le piratage
Le 11 juillet 2025, la LFP annonce qu'une décision rendue le 10 juillet 2025 par le président du tribunal judiciaire de Paris ordonne le blocage par les fournisseur d'accès à Internet (FAI) français de l'accès à des sites pirates de streaming en direct et des services IPTV,,. Une semaine plus tard, la LFP obtient une injonction préventive contre les Domain Name System (DNS) alternatifs de sites de streaming illégal et de services IPTV,,. Cette décision de justice permet donc à la LFP d'ordonner le blocage des différents fournisseurs de noms de domaine de sites de streaming illégal, des IPTV ainsi que des applications diffusant la Ligue 1 et la Ligue 2 de manière illégale.

### Offre de lancement
Le 8 août 2025, la LFP annonce une offre de lancement pendant les trois premiers mois, à condition de s'engager sur 12 mois d'ici le 31 août 2025,. Même offre de lancement du côté de DAZN qui propose une réduction pendant les trois premiers mois. La chaîne promet également une spidercam, des drones « sur certaines rencontres » tout en étudiant la possibilité d'avoir accès au vestiaire ainsi que d’interviewer des joueurs remplacés en cours des matchs, mesures qui dépendent de l’accord des clubs. Prime Video, également distributeur de la nouvelle chaîne Ligue 1+, propose une offre de lancement avec engagement d'un an,,. La LFP noue également un partenariat avec l'enseigne d'hypermarchés Carrefour qui propose à ses clients deux mois d'abonnement offerts sur la carte de fidélité pour ceux qui voudraient s'abonner à Ligue 1+,,. Même cas de figure pour Samsung qui annonce un partenariat portant sur l’application Ligue 1+ sur les télévisions connectées de la marque sud-coréenne,. Le 13 août 2025, Molotov TV annonce à son tour la diffusion de la chaîne Ligue 1+ depuis son service.
Le 12 août 2025, dans un entretien pour le journal Ouest-France, Nicolas de Tavernost annonce un « démarrage très encourageant » des abonnements sans toutefois donner de chiffres,,. Invité le lendemain sur la station de radio RTL, il parle d'un « démarrage très important et nous sommes très satisfaits du succès de l'opération »,,.
Le 18 août 2025, soit une semaine après le démarrage des abonnements, LFP Média annonce que toutes plateformes confondues, elle enregistre déjà 600 000 abonnés,. Nicolas de Tavernost, interrogé par Le Parisien, estime que ces chiffres sont « extrêmement encourageants » pour la suite et « nettement au-dessus de nos projections »,. Pour rappel, le diffuseur anglais DAZN n’avait franchi la barre des 500 000 abonnés qu’au mois de février 2025 puis 700 000 abonnés à l'issue de l'exercice 2024-2025,,. Le match clôturant la 1re journée de championnat, disputé entre le FC Nantes et le Paris Saint-Germain et diffusé gratuitement par la plateforme, avait réuni 400 000 personnes.

### Soirée de lancement
Le 15 août 2025, Thibault Le Rol lance la nouvelle plateforme à 19 h 15 avec le magazine Kick-off, en amont de la rencontre entre le Stade rennais FC et l'Olympique de Marseille comptant pour la 1re journée de championnat de Ligue 1. L'émission est également diffusée en clair sur YouTube. Accompagné sur le plateau par Adil Rami, Paul-Georges Ntep, Giovanni Castaldi et Swann Borsellino, c'est Lesly Boitrelle qui est en duplex depuis le Roazhon Park avec à ses côtés Xavier Domergue, Benoît Cheyrou ainsi que Souleymane Diawara. Les abonnés de Ligue 1+ ont notamment pu assister à la venue des deux capitaines de la rencontre, Valentin Rongier et Leonardo Balerdi, dans les vestiaires de l’arbitre pour y vérifier les joueurs inscrits et signer la feuille de match. Jérémie Pignard, l’arbitre du match, a été également interviewé à une heure du coup d’envoi et les caméras se sont également immiscées dans les vestiaires des deux équipes pour montrer les coulisses d’avant-match. Plusieurs abonnés de la plateforme à travers Prime Video n'ont cependant pas pu voir l'avant et l'après-match.

## Programmation

### Compétitions
- France
  - Ligue 1 (8 matchs en direct, un neuvième match – celui de samedi à 17 h – en différé le samedi à minuit, les 10 meilleurs matchs de la saison et les multiplex des 19e, 33e et 34e journées)
  - Trophée des champions

### Magazines
Trois magazines sont programmés sur la chaîne le week-end :
- Kick-off : diffusé tous les vendredis à 20 h et présenté par Thibault Le Rol (durée : 1 h)
- 90+1 : diffusé tous les samedis à 23 h et présenté par Marina Lorenzo (durée : 1 h)
- L1+ Le Club : diffusé tous les dimanches à 19 h et présenté par Thibault Le Rol (durée : 2 h)

## Personnalités de Ligue 1+

### Journalistes
- Lesly Boitrelle
- Swann Borsellino
- Smaïl Bouabdellah
- Giovanni Castaldi
- Xavier Domergue
- Sébastien Dupuis
- Alexis Grasso
- Thibault Le Rol
- Marina Lorenzo
- Vincent Petitpez
- Hamza Rahmani
- Félix Rouah
- Alicia Dauby
- Joris Crolbois
- Loïc Briley
- David Aiello
- Timothée Maymon

### Consultants
- Pierre Bouby
- Benoît Cheyrou
- Souleymane Diawara
- Johan Djourou
- Guillaume Hoarau
- Ahmed Kantari
- Charlotte Lorgeré
- Benjamin Nivet
- Adil Rami
- Felipe Saad
- Paul-Georges Ntep
- Jérémy Clément
- Marc Libbra
- Rémy Vercoutre
- Saïd Aigoun

## Diffusion
Le 10 juillet 2025, il est annoncé que la distribution de la chaîne se fera entre autres par les différents opérateurs internet français (Orange, Bouygues Telecom, SFR, et Free) ainsi que par l'ancien diffuseur du championnat DAZN à travers son application mobile et depuis le site web de la chaîne. Le 11 août 2025, Prime Video annonce un accord avec la Ligue de Football Professionnel (LFP) pour la distribution de la nouvelle chaîne Ligue 1+,. 
| Nom de l'opérateur                         | Nom de l'opérateur | Câble, ADSL et fibre (Numérotation) | Câble, ADSL et fibre (Numérotation) |
| Nom de l'opérateur                         | Nom de l'opérateur | Chaîne Ligue 1+                     | Canaux évènementiels                |
| ------------------------------------------ | ------------------ | ----------------------------------- | ----------------------------------- |
| Orange                                     | Orange             | 53 : Métropole / 62 : DROM          | 192 à 199                           |
| Bouygues Telecom                           | Bouygues Telecom   | 57                                  | 878 à 886                           |
| SFR                                        | SFR                | 118                                 | 321 à 329                           |
| Free                                       | Free               | 37                                  | 409 à 417                           |
| DAZN                                       |                    |                                     |                                     |
| RMC Sport                                  |                    |                                     |                                     |
| Molotov TV                                 |                    |                                     |                                     |
| Samsung (Tizen - téléviseurs d'après 2021) |                    |                                     |                                     |
| LG (webOS)                                 |                    |                                     |                                     |
| Amazon                                     | Prime Video        | Prime Video                         | Prime Video                         |
| Amazon                                     | Amazon Fire TV     |                                     |                                     |
| Apple                                      | App Store          | App Store                           | App Store                           |
| Apple                                      | Apple TV           |                                     |                                     |
| Google                                     | Google Play        | Google Play                         | Google Play                         |
| Google                                     | Android TV         |                                     |                                     |